# Dorothy Levitt
Pour les articles homonymes, voir Levitt.
Dorothy Elizabeth Lewitt née Dorothy Elizabeth Levi, née le 5 janvier 1882 dans le district de Hackney (Grand Londres) et morte le 17 mai 1922 à Marylebone (Cité de Westminster), Grand Londres (à 40 ans), dite The fastest girl on Earth, ou encore The Champion Lady Motorist of the World, était une pilote automobile anglaise, pionnière en la matière, aviatrice et également championne de motonautisme. Elle remporta deux records du monde de vitesse terrestre féminins. Après sa carrière sportive elle est devenue journaliste.

## Biographie

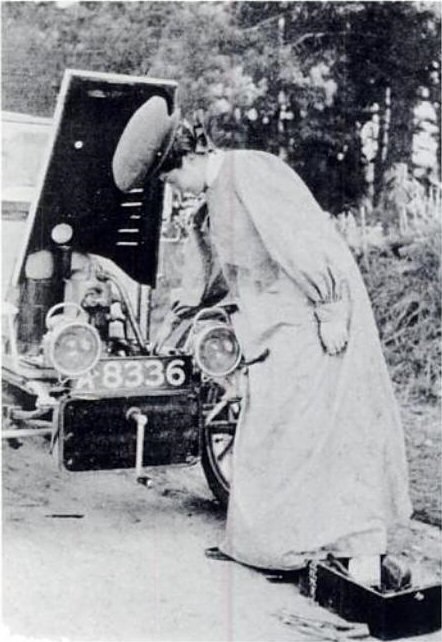
Démonstration de l'amorçage d'un carburateur par Dorothy.

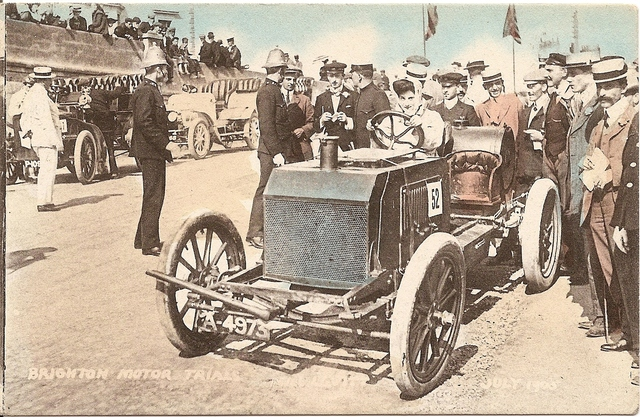
Miss Lewitt en 1905 à Brighton, pour son premier record sur Napier 100HP (128.35 km/h).

Née dans un milieu de revendeurs de thé et de joailliers (comme Malcolm Campbell), elle s'adonna dans sa jeunesse assidûment à l'équitation. Devenue secrétaire à Napier & fils, elle travailla au siège social de l'entreprise à Vine Street Lambeth, où la remarqua en 1902 le coureur et homme d'affaires australien Selwyn Francis Edge, alors propriétaire de la marque et vainqueur de la Coupe automobile Gordon Bennett en 1902, qui la fait débuter dès 1903 en compétition. En six mois elle avait appris les mécanismes de ses machines auprès d'Adolphe Clément-Bayard, un partenaire commercial de Edge qui fabriquait des Clément-Gladiator (automobiles et vélos) à Levallois-Perret au Nord-Ouest de la capitale. Edge procura à Dorothy voitures et moteurs de bateaux, facilitant au mieux sa formation et ses entraînements, voyant en elle un remarquable vecteur publicitaire. Il fut même soupçonné d'avoir été un temps son amant. Elle reste cinq ans chez Napier.
Dans le langage populaire des années 1900 elle est un scorcher typique, une personne prônant toute liberté en matière de vitesse automobile sur routes ouvertes, mettant ainsi à mal l'autorité de police en place. Elle est de la sorte parfois condamnée à des amendes devant les tribunaux. Elle aimait par ailleurs la pêche et le jeu, le poker et la roulette tout particulièrement.
999
Dans son ouvrage de conseils variés en matière de conduite intitulé La Femme et la voiture paru en 1909, elle est la première à évoquer la notion de rétroviseur. Elle recommande en effet d’utiliser un miroir pour « regarder de temps en temps ce qu’il y a derrière » En 1914, le rétroviseur intérieur apparait aux (1911 aux 500 miles d'Indianapolis). Dorothy Levitt a dans La Femme et la voiture conseillé vivement aux femmes voyageant seules d'emporter un revolver, en plus de leur miroir de courtoisie. Elle déculpabilise également ses lectrices de toute mort de chiens, volailles et autres animaux domestiques écrasés par leurs éventuels écarts de conduite. Elle donne par la suite assez régulièrement son conseil automobile féminin dans la presse de son pays, comme en 1912 dans le Yorkshire Evening Post.
Journaliste à plein temps en 1910 et pionnière de la cause féminine, elle apprend notamment la conduite automobile à la Reine Alexandra de Danemark et aux Princesses royales (Louise, Victoria et Maud), mais aussi à plusieurs autres femmes de noblesse anglaise et à des Américaines de Londres, ayant ses entrées dans des cercles aristocratiques londoniens, à l'image de celui du Major Général Sir Alfred Turner au Picadilly Hotel en 1909.

Elle redevient alors anonyme et est retrouvée morte dans son lit une dizaine d'années plus tard, toujours célibataire en ayant succombé à une prise de morphine alors qu'elle avait la rougeole, tout en souffrant d'un problème cardiaque.

## Records, victoires et exploits

### Motonautisme

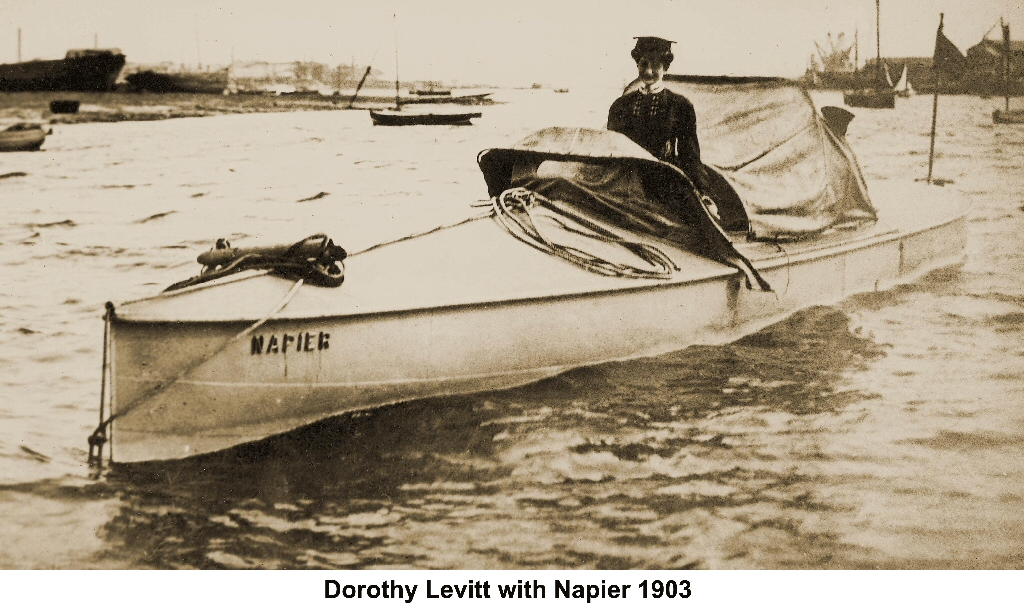
Dorothy sur le Napier 75HP en 1903.

- 1903 (juillet) : victoire au premier British International Harmsworth Trophy, face au français Trèfle-A-Quatre, sous l'égide de l'Automobile Club of Great Britain and Ireland et du Royal Victoria Yacht Club, au Royal Cork Yacht Club de Cork Harbour en Irlande.
- 1903 (juillet) : au même lieu (Queenstown, maintenant Cobh, pour le premier Trophée Harmsworth (en)) son premier record de vitesse sur l'eau, en compagnie de S. F. Edge propriétaire et de Muir Campbell, à 31,1 km/h dans un hors-bord de 12 mètres à coque en acier, le Napier I, propulsé par un Napier 75HP équipé d'une hélice à trois pales. Le seul nom de Edge fut gravé sur le trophée des vainqueurs, en tant que possesseur.
- 1903 (août) : Lewitt remporta seule la course de Cowes avec la même embarcation, puis fut conviée au Royal yacht Britannia Albert & Victoria par Edward VII
- 1903 (fin août) : nouvelle victoire à Trouville, dans la coupe Gaston-Menier, alors décrite comme le Championnat du monde sur cinq miles et dotée de 1 750 £ pour le vainqueur, face aux cracks de la spécialité
- 1903 (octobre) : retour à Trouville pour remporter cette fois l'officiel Championship of the Seas, où les représentants du gouvernement français louèrent la conception de l'embarcation et l'achetèrent pour 1 000 £.

### Automobile

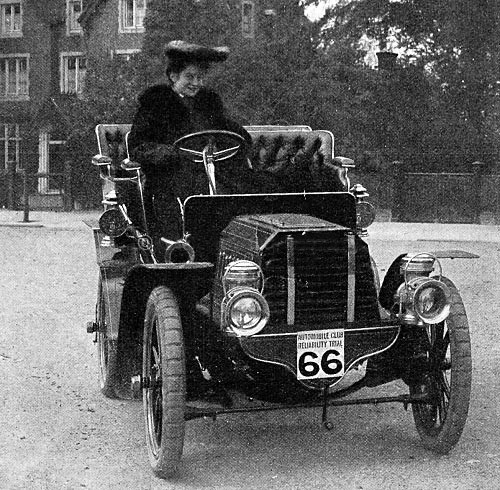
Dorothy sur Gladiator 12HP, pour une série de courses en 1903.

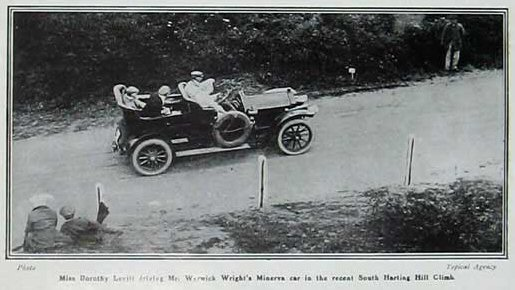
Dorothy conduisant sa Minerva durant la course de côte de South Harting (West Sussex) en 1907, avec à bord Warwick Wright et ses invités.

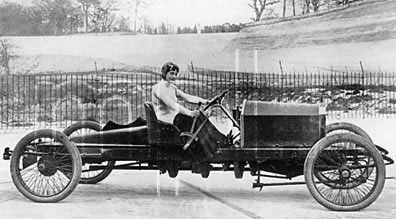
Miss Levitt en 1908 à Brooklands, ici sur une Napier 26HP.

- 1903 : deuxième femme et première anglaise à disputer une course automobile (après Camille du Gast dans le Paris-Berlin, deux ans plus tôt)
- 1903 (mai) : participation au Glasgow-Londres, sur Gladiator 16HP
- 1903 (juillet) : passagère de Edge à la course de côte Sun-Rise de Edgehill (Warwickshire)
- 1903 (octobre ): première femme à obtenir une victoire en course automobile, comme vainqueur de classe (véhicules de 400 à 550 £) aux Southport Speed Trials de Blackpool, sur Gladiator
- 1904 (septembre) : coup publicitaire de Jules-Albert de Dion au  Hereford Thousand Miles Trial (1 600 kilomètres en cinq jours, sur voitures à phare), qui lui fit alors porter une tenue plutôt glamour tout en étant accompagnée par un chien de Poméranie noir du nom de Dodo, cadeau en 1903 de Marie Cornelle introduit clandestinement au Royaume-Uni, aux aboiements "féroces" durant toute l'épreuve. Sans mécanicien ni assistance, elle resta en course pour la médaille d'or jusqu'au dernier jour, où elle abandonna sur problème mécanique
- 1904 (octobre) : deux médailles aux Southport Speed Trials, sur Napier (victoire de classe tourisme entre 750 et 1 200 £, et deuxième au classement général derrière l"équipe de Léon Bollée sur 40HP de ce dernier)
- 1905 (février) : record de la plus longue distance de conduite accomplie par une femme (Londres-Liverpool et retour en deux jours, sur De Dion-Bouton 8HP à 32,2 km/h de moyenne horaire, accompagnée d'un observateur officiel, de son loulou de Poméranie, et d'un revolver automatique Colt)
- 1905 (mars) : même trajet, en 11 heures à l'aller pour les 330 kilomètres
- 1905 (mai) : diplômée lors d'une compétition écossaise sans étape, sur De Dion 8HP
- 1905 (juillet) : premier record de vitesse terrestre féminin (récompensé par la Daily Mail Cup), lors du premier Brighton Speed Trials, sur * Napier 80HP (128,35 km/h, et vainqueur de sa classe avec le Brighton Sweepstakes and Autocar Challenge Trophy)
- 1905 : pilote d'essai de vitesse à bord d'une Napier 100HP type K5 (74,6 kW) aux Blackpool Speed Trials
- 1905 : proposition de participation au premier RAC Tourist Trophy de l'île de Man sur Mors, rejetée par le patron de Napier, S. F. Edge… John Napier l'emportant sur une Arrol-Johnston
- 1906 (juin) : participation à la course de côte de Shelsley Walsh (Worcestershire), sur Napier 50HP 8L.; meilleurs temps en classe Open sur un essai (record valable jusqu'en 1913)
- 1906 (juillet) : troisième de la course de côte de Aston Clinton près de Tring (Buckinghamshire), sur Napier 50HP 8,0 l
- 1906 : perte du défi lancé par le pilote Frederic A. Coleman de Camden (Londres), sur une voiture à vapeur de la White Motor Company
- 1906 (octobre) : second record de vitesse terrestre féminin, au Blackpool Speed trials, sur Napier K5 100HP 6 cylindres (74,6 kW) (146,26 km/h, sur le kilomètre lancé, malgré un dangereux capot arraché)
- 1907 : refus d'inscription par la direction du nouveau circuit de Brooklands, malgré l'appui de S. F. Edge, obligeant Dorothy Lewitt à disputer honorablement des courses en France et en Allemagne, toujours sur Napier. Le circuit n'accepta les femmes qu'en 1909
- 1907 (mai) : seconde de la course de vitesse de Bexhill-on-Sea en front de mer, sur De Dion 8HP
- 1907 (juin) : médaille d'or au trophée Herkomer (de 1 818 kilomètres) en Allemagne, terminant quatrième au classement général (sur 172 partants), et première femme dans toutes les compétitions organisées, sur Napier 60HP 6 cylindres (42 concurrents ayant des machines plus puissantes qu'elle)
- 1907 (octobre) : victoire de classe dans la course de côte de Gaillon, sur Napier 40HP 6 cylindres
- 1908 (juin) : gain d'une plaque d'argent en Allemagne au trophée du Prince Heinrich sans étape, dans le cadre du trophée Herkomer, sur Napier 45HP
- 1908 (juillet) : seconde de la course de côte d'Aston Clinton (Buckinghamshire, 50 participants), sur Napier 60HP
- 1908 (août) : participation à la course de côte du Calvaire à Trouville (France)

### Aéronautique

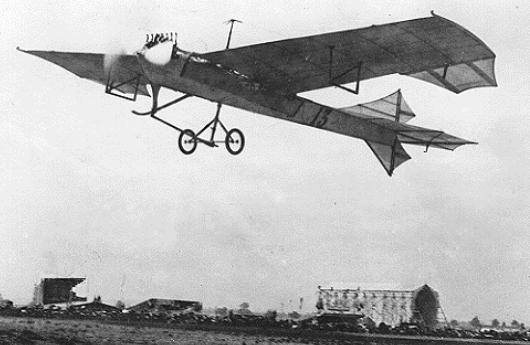
Un Antoinette IV de 1909, avion avec lequel Dorothy acquit sa licence de pilotage.

- 1909 : inscription à l'école de pilotage Hubert Latham, au camp de Châlons à Mourmelon-le-Grand (entre Châlons-en-Champagne et Reims), en compagnie de Marie Marvingt et de la baronne Raymonde de Laroche, seule femme jamais authorisée par licence à piloter un monoplan Antoinette; apprentissage sur avions Farman ;
- 1910 (janvier) : membre de l'Aero Club of the United Kingdom, donnant alors une conférence sur l'aptitude au vol au restaurant Criterion de Londres en mars, ainsi qu'une interview le même mois au Daily Chronicle.

## Citation
« I never think of the danger. That sort of thing won't do. But I know it is omnipresent. The slightest touch of the hand and the car swerves, and swerves are usually fatal. But I am a good gambler, and always willing to take the chance. »

« Je ne pense jamais au danger. Cette sorte de chose ne peut être. Mais je sais que c'est omniprésent. Le moindre contact de la main et la voiture vire en embardées généralement fatales. Mais je suis un bon joueur, toujours prêt à prendre la chance qui s'offre. Il est plus difficile de rester assise au volant que de disputer un steeple-chase au galop. »